# Omphalocarpum lecomteanum
Omphalocarpum lecomteanum là một loài thực vật có hoa trong họ Hồng xiêm. Loài này được Pierre ex Engl. mô tả khoa học đầu tiên năm 1904.